# Alternative Press Music Award for Best Breakthrough Artist
Der Alternative Press Music Award for Best Breakthrough Artist, auf Deutsch „Alternative Press Music Award für den besten Newcomer“ ist ein Musikpreis, der seit 2014 bei den jährlich stattfindenden Alternative Press Music Awards verliehen wird. Ausgezeichnet werden Künstler, die nach Meinung der Leser des Alternative Press den Durchbruch in der alternativen Musikszene geschafft haben. Bisher erhielten drei Künstler jeweils eine Auszeichnung in dieser Kategorie.

## Hintergrund
Am 24. April 2014 verkündete das US-amerikanische Musikmagazin Alternative Press, welches sich auf Punk, Hardcore und deren Subgenres spezialisiert hat, die erstmalige Verleihung der Alternative Press Music Awards. Begründet wurde dies damit, „dass das Alternative Press bereits seit 30 Jahren die führende Stimme in dieser Musik und dem Lebensstil sei und man nun endlich eine Nacht habe, um diesen zu zelebrieren.“
Die erste Awardverleihung fand am 21. Juli 2014 im Rock and Roll Hall of Fame Museum in Cleveland, Ohio statt. Die Leser des Musikmagazins konnten zunächst in zwölf Kategorien für ihre Favoriten stimmen, welche zuvor vom Magazin nominiert wurden. Darunter befand sich auch die Kategorie für den Besten Newcomer. Im ersten Jahr gewann die US-amerikanische Metalcore-Band Crown the Empire diese Auszeichnung. Im Folgejahr gewannen PVRIS diesen Preis. 2016 erhielt die Pop-Punk-Band State Champs die Ehrung in dieser Kategorie.

## Statistik
Die Auszeichnung ging bisher bei drei Verleihungen an drei verschiedene Künstler. Alle bisherigen Preisträger, Crown the Empire, PVRIS und State Champs kommen aus den Vereinigten Staaten.

## Gewinner und Nominierte Künstler

### Seit 2014
| Jahr               | Künstler / Band  | Nationalität       | Weitere nominierte Künstler                                                   | Bilder der Künstler       |
| ------------------ | ---------------- | ------------------ | ----------------------------------------------------------------------------- | ------------------------- |
| 2014 21. Juli 2014 | Crown the Empire | Vereinigte Staaten | - The Color Morale - Issues - letlive. - The Story So Far - twenty one pilots | Crown the Empire, 2012    |
| 2015 22. Juli 2015 | PVRIS            | Vereinigte Staaten | - Beartooth - Echosmith - Modern Baseball - Neck Deep - This Wild Life        | Lynn Gunn von PVRIS, 2015 |
| 2016 18. Juli 2016 | State Champs     | Vereinigte Staaten | - I Prevail - Knuckle Puck - Neck Deep - New Years Day - Set It Off!          |                           |
| 2017 17. Juli 2016 | Waterparks       | Vereinigte Staaten | - Avatar - Creeper - Ice Nine Kills - Moose Blood - One Ok Rock               |                           |